# 八幡神社 (大和町)
吉岡八幡神社（よしおかはちまんじんじゃ）と通称される八幡神社（はちまんじんじゃ）は、宮城県黒川郡大和町吉岡にある神社。石の間造の社殿で知られ、焼失する以前は宮城県から重要文化財の指定を受けていた。

## 歴史
もとは現・福島県福島市飯坂町（陸奥国信夫郡）にあり、伊達氏の支族である飯坂氏の氏神だったが、飯坂氏を継いだ伊達宗清に伴って現・宮城県仙台市泉区松森（陸奥国宮城郡）に遷宮した。さらに1616年（元和2年）に吉岡城に移った宗清に伴い、城下町であり、かつ、奥州街道や出羽仙台街道などの宿場でもある吉岡宿の現在地に1618年（元和4年）に遷宮、1817年（文化14年）に黒川郡総鎮守となった。1882年（明治5年）には、村社の社格を与えられている。
1710年（宝永7年）に造営した社殿は、1953年（昭和28年）に宮城県重要文化財となるも、1987年（昭和62年）8月13日の落雷により焼失した。

## 祭事・年中行事
夏の夏越大祓輪くぐり、秋の流鏑馬、冬の島田飴まつりが知られている。
冬季例祭で行われる島田飴まつりは、400年以上続く縁結びの神事であり、まつりの名称となっている島田飴は当日のみ販売される。